# Лосини (Львівський район)
Лóсини — село в Україні, у Львівському районі Львівської області. Населення становить 23 особи. Орган місцевого самоврядування — Рава-Руська міська рада.

## Історія
До 1940 року Лосини були присілком села Дев'ятир.